# 매오징어
매오징어는 매오징어과의 두족류이다. 이 작은 오징어는 산란기 봄철에 일본 해안에서 발견되지만 대부분의 생애를 200~400m 사이의 깊은 수심에서 보낸다.

## 특징
평균적으로 매오징어 성체의 몸길이는 약 7.5cm이다. 몸색깔은 갈색/빨간색이지만, 발광포로 푸른빛을 방출한다. 이 발광포는 오징어 몸 전체에서 찾을 수 있지만, 가장 밝은 빛은 팔 끝에 있는 3개의 가장 큰 발광포에서 방출된다. 각 눈을 둘러싼 5개의 약간 더 작은 발광포가 있고, 나머지 몸에는 수백개의 더 작은 크기의 점이 있다.

## 분포
매오징어는 일본과 한국 연안의 바다에 서식한다.